# Plastic Hearts
| Совокупная оценка    | Совокупная оценка |
| Источник             | Оценка            |
| -------------------- | ----------------- |
| AnyDecentMusic?      | 7.1/10            |
| Metacritic           | 76/100            |
| Оценки критиков      |                   |
| Источник             | Оценка            |
| Clash Music          | 8/10              |
| Exclaim!             | 7/10              |
| Gigwise              | 6/10              |
| The Guardian         | [ 12 ]            |
| The Independent      | [ 2 ]             |
| The Line of Best Fit | 8/10              |
| musicOMH             | [ 14 ]            |
| NME                  | [ 15 ]            |
| Pitchfork            | 6.4/10            |
| Rolling Stone        | [ 17 ]            |
| The Telegraph        | [ 18 ]            |

Plastic Hearts (с англ. «Пластиковые сердца») — седьмой студийный альбом американской певицы Майли Сайрус, вышедший 27 ноября 2020 года на лейбле RCA Records. Продюсировали диск Луис Бэлл, Марк Ронсон, Эндрю Уотт и Эндрю Уайатт. Среди гостевых вокалистов Билли Айдол, Джоан Джетт, Дуа Липа и Стиви Никс.
Новый альбом знаменует собой отход от предыдущих релизов Сайрус, в котором звучание пропитано элементами рока, поп-музыки, синти-попа и глэм-рока с элементами кантри, панка, новой волны, арена-рока, индастриал-рока, диско и пауэр-попа.
В Канаде альбом дебютировал на первом месте в Canadian Albums Chart. В США альбом дебютировал на первом месте в Top Rock Albums и на втором месте в Billboard 200, и стал высшим результатом Сайрус после Bangerz (2013), а семь его песен попали в Hot Rock & Alternative Songs. В Великобритании Plastic Hearts дебютировал на четвёртом месте в UK Albums Chart.

## История
Изначально планировалось выпустить альбом как трилогию мини-альбомов (EP), один из которых был выпущен в 2019 году (She Is Coming). Однако развод Сайрус с Лиамом Хемсвортом, операция на голосовых связках и пандемия COVID-19 задержали выпуск. «Midnight Sky» был выпущен как лид-сингл с альбома «Plastic Hearts» 14 августа 2020 года.
Ещё до официального анонсирования альбом был включен в список наиболее ожидаемых альбомов 2019 года такими СМИ, как Spin и Uproxx. Это будет третий полноформатный альбом Сайрус, выпущенный по контракту с RCA Records после Bangerz и Younger Now, поскольку диск Miley Cyrus & Her Dead Petz был выпущен независимо, без принадлежности к этому лейблу. Признаком активной работы, стал и такой факт, что Сайрус удалила все сообщения из своего аккаунта в Instagram в июле 2018 года и отсутствовала в социальных сетях до ноября, когда она вернулась, чтобы объявить о своем сотрудничестве с Ронсоном и продолжила работу над своей предстоящей записью. Польская супермодель Аня Рубик опубликовала видео о том, как Сайрус напевает отрывки песни «Bad Karma» по пути на фестиваль высокой моды Met Gala 6 мая 2019 года. Сайрус провела закрытое слушание альбома для руководителей iHeartRadio после объявления о его завершении в мае.
9 мая 2019 года Сайрус объявила в социальных сетях, что она выпустит новый музыкальный релиз 30 мая, а позже заявила, что появление её новой музыки будет «нетрадиционным». 31 мая Сайрус написала в Твиттере, что пластинка будет называться She Is Miley Cyrus, и что ей предшествуют три мини-альбома с шестью песнями: She Is Coming выходит 31 мая, She Is Here появится летом, а She Is Everything выйдет осенью. Сайрус описала эти три EP как «разные [главы] трилогии», которые вместе образуют полноформатный альбом. Позже она объяснила, что местоимение «она» в названии альбома описывает «самую уверенную версию самой себя».
Цикл выпуска She Is Miley Cyrus в прессе уже сравнили с циклом выпуска альбома Джейсона Мраза 2008 года We Sing. We Dance. We Steal Things., которому предшествовал выход трёх мини-дисков EP (We Sing, We Dance и We Steal Things). Также СМИ сравнили подобный подход с циклом выхода альбома Джона Мейера 2017 года The Search for Everything, в который вошли мини-альбомы Wave One и Wave Two, выпущенные аналогичным предвариательным образом.
11 июня 2019 был выпущен сингл «Mother's Daughter» (достиг 54-го места в Billboard Hot 100), а затем «Slide Away» (№ 47).
22 октября 2020 года Сайрус объявила, что новое название альбома будет «Plastic Hearts», и что альбом доступен для предварительного заказа вместе с «Midnight Sky» и её каверами старых хитов «Heart of Glass» и «Zombie», которые доступны для предварительной загрузки.

## Запись
В записи альбома первоначально предполагалось участие таких приглашенных вокалистов как Дрейк и Леди Гага. Сообщалось, что Сайрус и Шон Мендес сотрудничали над записью совместной песни в январе 2019 года. Треки «Bad Karma» и «Never Be Me» впервые обсуждались самой Сайрус в январе и июле соответственно.
20 октября 2019 Сайрус в Инстаграме обозначила дату выхода альбома на её день рождения, 23 ноября.
В сентябре 2020 года Сайрус подтвердила, что Билли Айдол и Дуа Липа являются приглашёнными гостями альбома и что вместе с Марком Ронсоном будет записана песня под названием «High».

## Синглы
Песня «Mother's Daughter» была выпущена 11 июня 2019 года в качестве предполагаемого лид-сингла альбома She Is Miley Cyrus (будучи одновременно и лид-синглом из мини-альбома She Is Coming). Журнал Billboard сообщил, что первоначально Сайрус считала, что эта песня будет промосинглом, а позднее войдёт в качестве лид-сингла в She Is Here или She Is Everything. Сингл дебютировал на 54-м месте в американском хит-параде Billboard Hot 100, а его музыкальное видео вышло 2 июля 2019 года. В качестве второго сингла рассматривался «Slide Away», который вышел 16 августа и достиг 47-го места в американском хит-параде Billboard Hot 100, а релиз его музыкального видео прошёл 6 сентября. Однако, в итоге лид-синглом стал «Midnight Sky», который вышел 14 августа 2020 года.
«Prisoner», при участии Дуа Липа, вышел 19 ноября 2020 года в качестве второго сингла альбома. Музыкальное видео вышло в тот же день. Ремикс песни вышел позднее.
«Angels like You» вышел в качестве третьего сингла альбома.

## Отзывы
Альбом получил положительные отзывы музыкальной критики и интернет-изданий. Он получил 78 из 100 баллов на интернет-агрегаторе Metacritic. Это высшая оценка среди всех других альбомов Сайрус. Кэти Тимоченко из Exclaim описала Plastic Hearts как «ворота Сайрус в мир рока», но заявила, что «хотя она зарекомендовала себя как музыкальный хамелеон на всех этапах своей карьеры, Сайрус по-прежнему обслуживает свою поп-музыку, которая была с ней с первого дня».
Эль Хант из журнала NME отметил переход от подростковой поп-звезды к рок-звезде, и похвалил глэм-роковые тенденции в «Prisoner» и индастриал-звучание в «Gimme What I Want». Элли Уотсон из DIY похвалил её новое музыкальное направление, сказав: «В целом, седьмая эра Майли, кажется, ей больше всего подходит». Белла Флеминг из The Line of Best Fit также похвалила новообретённую независимость и страсть Сайрус, сказав: «Вместе с Plastic Hearts мы обретаем замечательный альбом о жизни отчаянно независимой женщины. Сайрус нашла идеальный баланс: раздвинуть собственные музыкальные границы и одновременно доказать, что она способна быть одной из самых сильных и смелых имён в постоянном вихре знаменитостей».

### Итоговые списки
| Публикация    | Список                                | Ранг | Ссылка |
| ------------- | ------------------------------------- | ---- | ------ |
| Idolator      | The 70 Best Pop Albums of 2020        | 21   | [ 59 ] |
| Metro         | The Best Albums of 2020               | N/A  | [ 60 ] |
| NME           | The 50 Best Albums of 2020            | 32   | [ 61 ] |
| NYLON         | Top Albums of 2020                    | N/A  | [ 62 ] |
| People        | People’s Top 10 Albums of 2020        | 6    | [ 63 ] |
| PopBuzz       | The 20 Best Albums of 2020            | 4    | [ 64 ] |
| Rolling Stone | The Best Albums of 2020               | 23   | [ 65 ] |
| Rolling Stone | Rob Sheffield’s Top 20 Albums of 2020 | 14   | [ 66 ] |
| Us Weekly     | 10 Best Albums of 2020                | 10   | [ 67 ] |
| Wonderland    | The Best Albums of 2020               | N/A  | [ 68 ] |

## Коммерческий успех
В США физические копии Plastic Hearts были недоступны в день выпуска из-за ограниченности запасов физических копий у крупных розничных продавцов в ожидании Чёрной пятницы, когда был выпущен релиз. Сайрус заявила, что она и её команда не были проинформированы об этих ожидаемых сбоях в распространении при выборе «предложенной [27 ноября] даты» и были «в равной / если не большей степени разочарованы», чем её поклонники. Тем не менее, альбом дебютировал на втором месте в Billboard 200 с тиражом 60,000 эквивалентных единиц, и стал девятым релизом Сайрус в пятёрке лучших Топ-5 в США и высшим результатом после Bangerz (2013). Кроме того, благодаря диску Сайрус впервые попала в рок-чарт, так как альбом сразу возглавил Billboard Top Rock Albums, а семь его песен попали в Hot Rock & Alternative Songs.
В Великобритании Plastic Hearts дебютировал на четвёртом месте в UK Albums Chart, с тиражом 15,318 единиц. В Канаде альбом дебютировал на первом месте в Canadian Albums Chart, став третьим чарттоппером певицы и девятым в Топ-10 этой страны.

## Влияние
Благодаря альбому Plastic Hearts Сайрус была названа одним из главных артистов, возглавивших коммерческое возрождение рок-музыки в 2020—2021 годах. Американская независимая газета The Diamondback назвала Сайрус наряду с Post Malone главными артистами, которые «помогли сделать ребрендинг рока», заявив, что она «вполне может стать женским лицом возрождения рока». Consequence of Sound назвал Plastic Hearts «большим поворотом к року в мире поп-музыки» наряду с альбомом I Disagree американской певицы Поппи. В 2020 году, ближе к выходу альбома, британский рок-журнал Kerrang! опубликовал статью под названием «Поп переходит в металл?», в которой они заявили: «Майли Сайрус, переходящая в рок, привлечёт легионы новых поклонников на нашу сцену». Год спустя вышеупомянутый журнал назвал Сайрус одним из имён, которые «дают надежду на то, что рок-музыка медленно, но верно возвращается в центр популярной культуры». MTV назвал Plastic Hearts одним из главных виновников возвращения ностальгии в поп-культуру, добавив, что с этой пластинкой Сайрус «полностью перевоплотилась в икону глэм-рока, погрузилась в прошлое, прокладывая путь вперед в сфере поп-рока». После выхода пластинки The New York Times написала, что с Plastic Hearts «рок-музыка нашла своего самого искреннего и высокопоставленного посла среди миллениалов», добавив: «Возможно, рок не умер — он просто в умелых руках Майли Сайрус».

## Список композиций
Стандартное издание
| №                   | Название                             | Автор(ы) | Продюсеры                                      | Длительность |
| ------------------- | ------------------------------------ | --- | ---------------------------------------------- | ------------ |
| 1.                  | «WTF Do I Know»                      | Майли Сайрус Райан Теддер Эндрю Уотман Луис Бэлл Али Тампоси                                                         | Уотт Бэлл                                      | 2:51         |
| 2.                  | «Plastic Hearts»                     | Сайрус Теддер Тампоси Уотман Бэлл                                                                                    | Уотт Бэлл                                      | 3:25         |
| 3.                  | «Angels like You»                    | Сайрус Теддер Тампоси Уотман Бэлл                                                                                    | Уотт Бэлл                                      | 3:16         |
| 4.                  | «Prisoner» (feat. Дуа Липа)          | Сайрус Дуа Липа Тампоси Майкл Поллак Уотман Джордан К. Джонсон Маркус Ломакс Стефан Джонсон Тампоси Джонатан Беллион | Уотт The Monsters & Stangerz Bellion           | 2:49         |
| 5.                  | «Gimme What I Want»                  | Сайрус Маджид Аль-Маскати Тампоси Уотман Бэлл                                                                        | Уотт Бэлл                                      | 2:31         |
| 6.                  | «Night Crawling» (feat. Билли Айдол) | Сайрус Билли Айдол Теддер Майкл Поллак Тампоси Уотман Натан Перез                                                    | Уотман Happy Perez                             | 3:09         |
| 7.                  | «Midnight Sky»                       | Сайрус Илси Джубер Беллион Тампоси Уотман Бэлл                                                                       | Уотт Бэлл                                      | 3:43         |
| 8.                  | «High»                               | Сайрус Дженнифер Десильвео Кейтлин Смит                                                                              | Марк Ронсон Take a Daytrip Andrew Wyatt        | 3:16         |
| 9.                  | «Hate Me»                            | Сайрус Тампоси Уотман Бэлл                                                                                           | Уотт Бэлл                                      | 2:37         |
| 10.                 | «Bad Karma» (feat. Джоан Джетт)      | Сайрус Джубер | Ронсон Джубер Kenny Laguna The Picard Brothers | 3:08         |
| 11.                 | «Never Be Me»                        | Сайрус Джубер Марк Ронсон                                                                                            | Ронсон Brandon Bost                            | 3:35         |
| 12.                 | «Golden G String»                    | Сайрус Эндрю Уайатт                                                                                                  | Уайатт Эмиль Хейни                             | 3:55         |
| Общая длительность: | Общая длительность:                  | Общая длительность:                                                                                                  | Общая длительность:                            | 38:15        |

| №                   | Название                                                   | Автор(ы)                                                  | Продюсеры           | Длительность |
| ------------------- | ---------------------------------------------------------- | --------------------------------------------------------- | ------------------- | ------------ |
| 13.                 | «Edge of Midnight (Midnight Sky Remix)» (feat. Стиви Никс) | Сайрус Стиви Никс Тампоси Илси Джубер Беллион Уотман Бэлл | Уотт Бэлл           | 3:40         |
| 14.                 | «Heart of Glass» (Live from the iHeart Festival)           | Крис Штейн Дебби Харри                                    | Stacy Jones         | 3:33         |
| 15.                 | «Zombie» (Live from the NIVA Save Our Stage Festival)      | Долорес О'Риордан                                         | Jones               | 4:50         |
| Общая длительность: | Общая длительность:                                        | Общая длительность:                                       | Общая длительность: | 50:18        |

| №   | Название                              | Автор(ы)                          | Продюсеры | Длительность |
| --- | ------------------------------------- | --------------------------------- | --------- | ------------ |
| 16. | «High» (Backyard Sessions)            | Сайрус Десильвео Смит             | Ronson    | 3:18         |
| 17. | «Plastic Hearts» (Backyard Sessions)  | Сайрус Теддер Тампоси Уотман Бэлл | Watt Bell | 3:22         |
| 18. | «Golden G String» (Backyard Sessions) | Сайрус Уатт                       | Wyatt     | 3:53         |
| 19. | «Angels like You» (Backyard Sessions) | Сайрус Теддер Тампоси Уотман Бэлл | Watt Bell | 3:17         |

| №   | Название                                            | Автор(ы)                                          | Длительность |
| --- | --------------------------------------------------- | ------------------------------------------------- | ------------ |
| 16. | «Who Owns My Heart» (live from the iHeart Festival) | Сайрус Antonina Armato Тим Джеймс Devrim Karaoglu |              |

## Чарты
| Чарт (2020)                         | Высшая позиция |
| ----------------------------------- | -------------- |
| Австралия (ARIA)                    | 3              |
| Бельгия/Фландрия (Ultratop)         | 7              |
| Бельгия/Валлония (Ultratop)         | 19             |
| Канада (Canadian Albums Chart)      | 1              |
| Чехия (ČNS IFPI)                    | 14             |
| Финляндия (Suomen virallinen lista) | 7              |
| Франция (SNEP)                      | 42             |
| Германия (Offizielle Top 100)       | 15             |
| Ирландия (Irish Albums Chart)       | 3              |
| Италия (Classifica album)           | 9              |
| Нидерланды (Album Top 100)          | 9              |
| Новая Зеландия (RMNZ)               | 2              |
| Норвегия (VG-lista)                 | 6              |
| Шотландия (Scottish Albums Chart)   | 16             |
| Швеция (Sverigetopplistan)          | 12             |
| Швейцария (Schweizer Hitparade)     | 4              |
| Великобритания (UK Albums Chart)    | 4              |
| США (Billboard 200)                 | 2              |
| США (Billboard Top Rock Albums)     | 1              |

## Сертификации
| Регион | Сертификация  | Продажи |
| --- | ------------- | ------- |
| Австралия (ARIA) | Золотой       | 35 000  |
| Бразилия (ABPD) | 3× Платиновый | 120 000 |
| Дания (IFPI Danmark) | Платиновый    | 20 000  |
| Франция (SNEP) | Золотой       | 50 000  |
| Италия (FIMI) | Золотой       | 25 000  |
| Новая Зеландия (RMNZ) | Платиновый    | 15 000  |
| Норвегия (IFPI Norway) | Золотой       | 10 000* |
| Польша (ZPAV) | 2× Платиновый | 40 000  |
| Испания (PROMUSICAE) | Золотой       | 20 000  |
| Швейцария (IFPI Switzerland) | Золотой       | 10 000  |
| Великобритания (BPI) | Золотой       | 100 000 |
| * Данные о продажах приведены только на основе сертификации. · Данные о продажах + прослушиваниях приведены только на основе сертификации. |               |         |

## История релиза
| Регион | Дата             | Формат                        | Лейбл      | Ссылка          |
| ------ | ---------------- | ----------------------------- | ---------- | --------------- |
| Разные | 27 ноября 2020   | CD Цифровая загрузка стриминг | RCA        | [ 78 ] [ 109 ]  |
| Япония | 16 декабря, 2020 | CD                            | Sony Music | [ 110 ] [ 111 ] |